# チャールズ・ロバート・レスリー
チャールズ・ロバート・レスリー（Charles Robert Leslie RA、1794年10月19日 - 1859年5月5日）はアメリカ人の両親を持つ画家である。1811年からは主にイギリスで活動した。戯曲などの文学作品を題材にした作品を描いた。

## 略歴
ロンドンで生まれた。両親はメリーランド出身のアメリカ人で、父親は時計職人で1793年から6年間、ロンドンに住んでいた時の子供である。姉に料理本の著者として知られる、エリザ・レスリー(Eliza Leslie: 1787–1858)がいる。5歳の時、家族とアメリカのフィラデルフィアに移った。フィラデルフィアの学校を卒業した後、本屋の店員となったが、絵と演劇が好きで、フィラデルフィアの劇場で俳優のクック(George Frederick Cooke)の劇を見た後、その場面を描いた作品がペンシルベニア美術アカデミーの職員の目に留まり、ヨーロッパ留学の奨学金を得ることができた。
1811年にロンドンに渡り、1813年にロイヤル・アカデミー・オブ・アーツの美術学校でアメリカ出身のベンジャミン・ウエストらに学び、1817年からはパリやブリュセル、アントウェルペンで修行した。1821年にロイヤル・アカデミーの準会員に選出され、5年後に正会員に選ばれた。ロイヤル・アカデミーの展覧会に毎年出展した。1827年には設立されたばかりニューヨークのナショナル・アカデミー・オブ・デザインの名誉会員に選ばれた。1833年にニューヨークのアメリカ陸軍士官学校の教員に任じられ一時アメリカに戻るが、この仕事にはなじめず、6ヶ月ほどでイギリスに戻った。
著作家としても自伝などを残した 。
1859年にロンドンで没した。
1825年に結婚し、6人の子供を得た。息子のブラッドフォード・レスリー(Bradford Leslie :1831-1926)は著名な土木技師となりナイトに叙せられた。別の息子、ジョージ・ダンロップ・レスリー(George Dunlop Leslie: 1835–1921)は画家になった。

## 作品

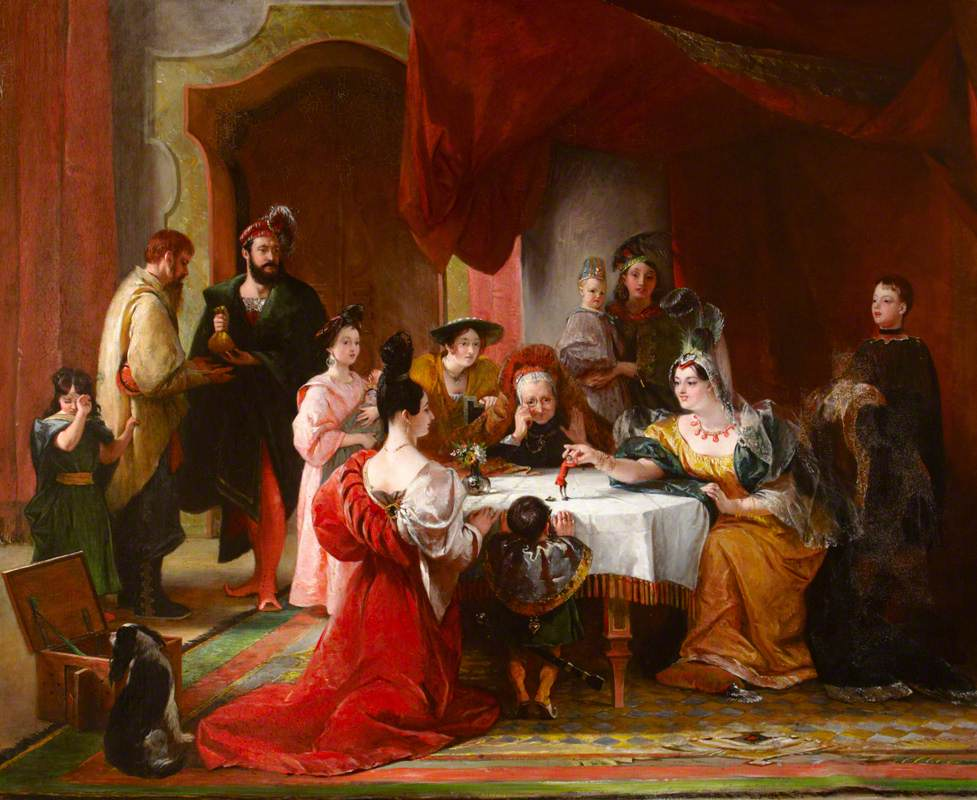
ガリバー旅行記を題材にした作品
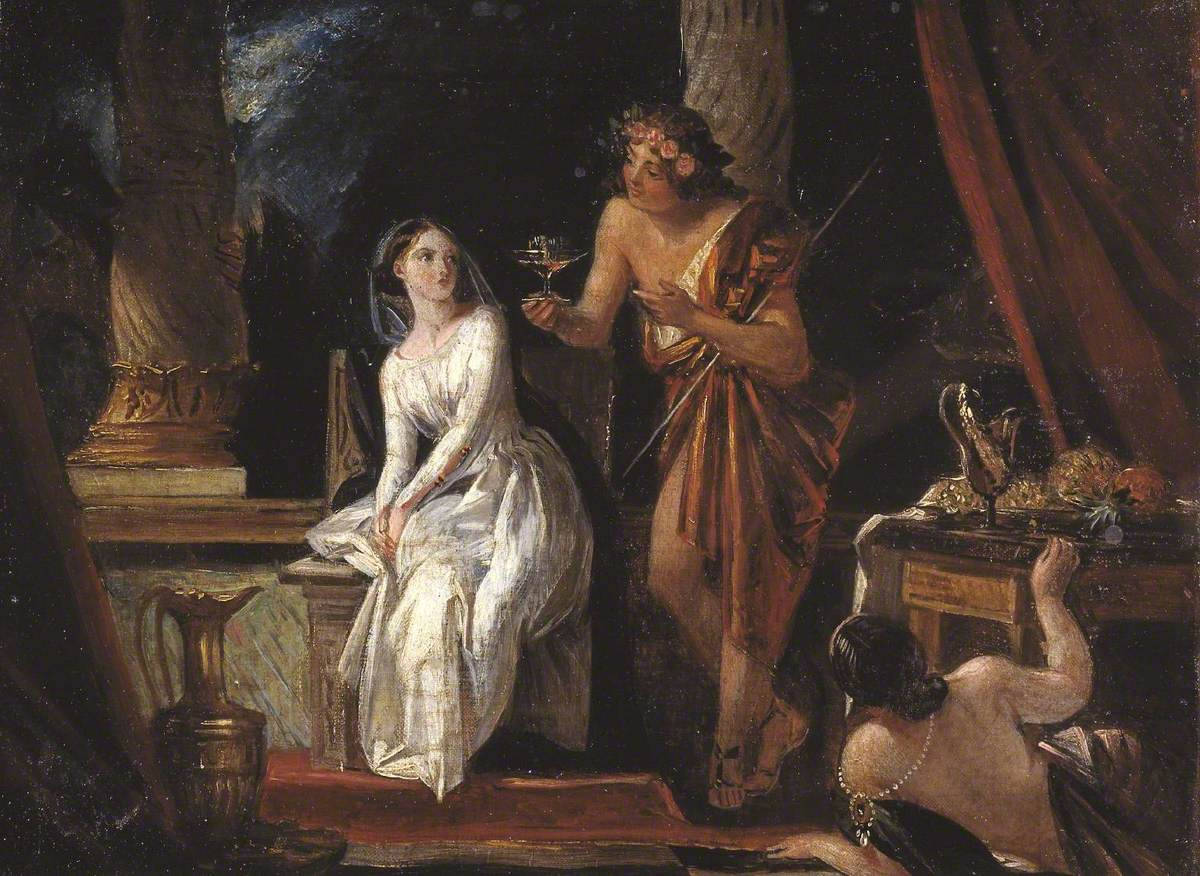
ジョン・ミルトンの戯曲『コマス』(Comus)の場面
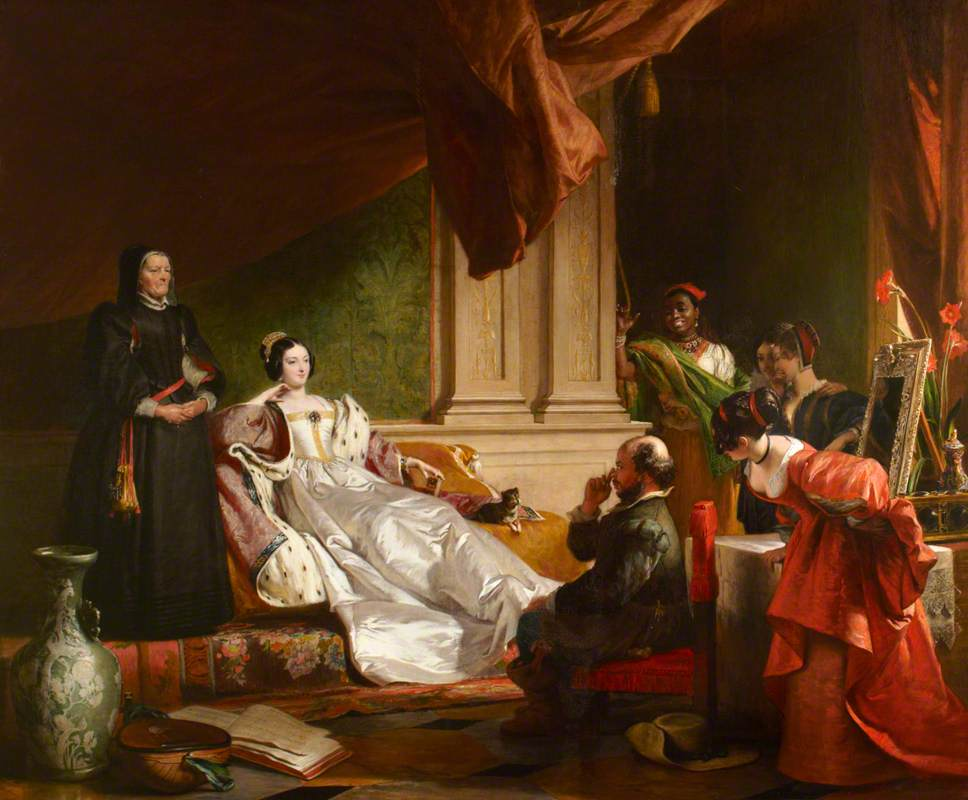
ドン・キホーテの場面

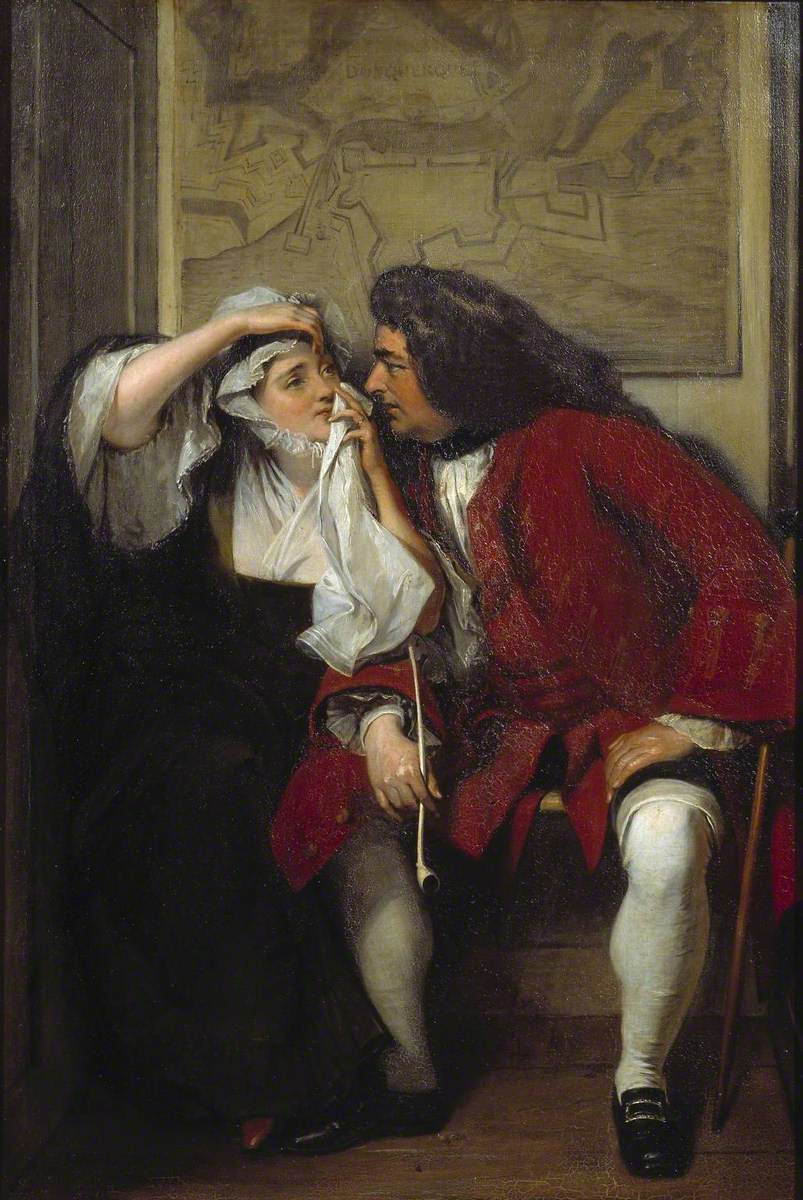
トリストラム・シャンディの場面
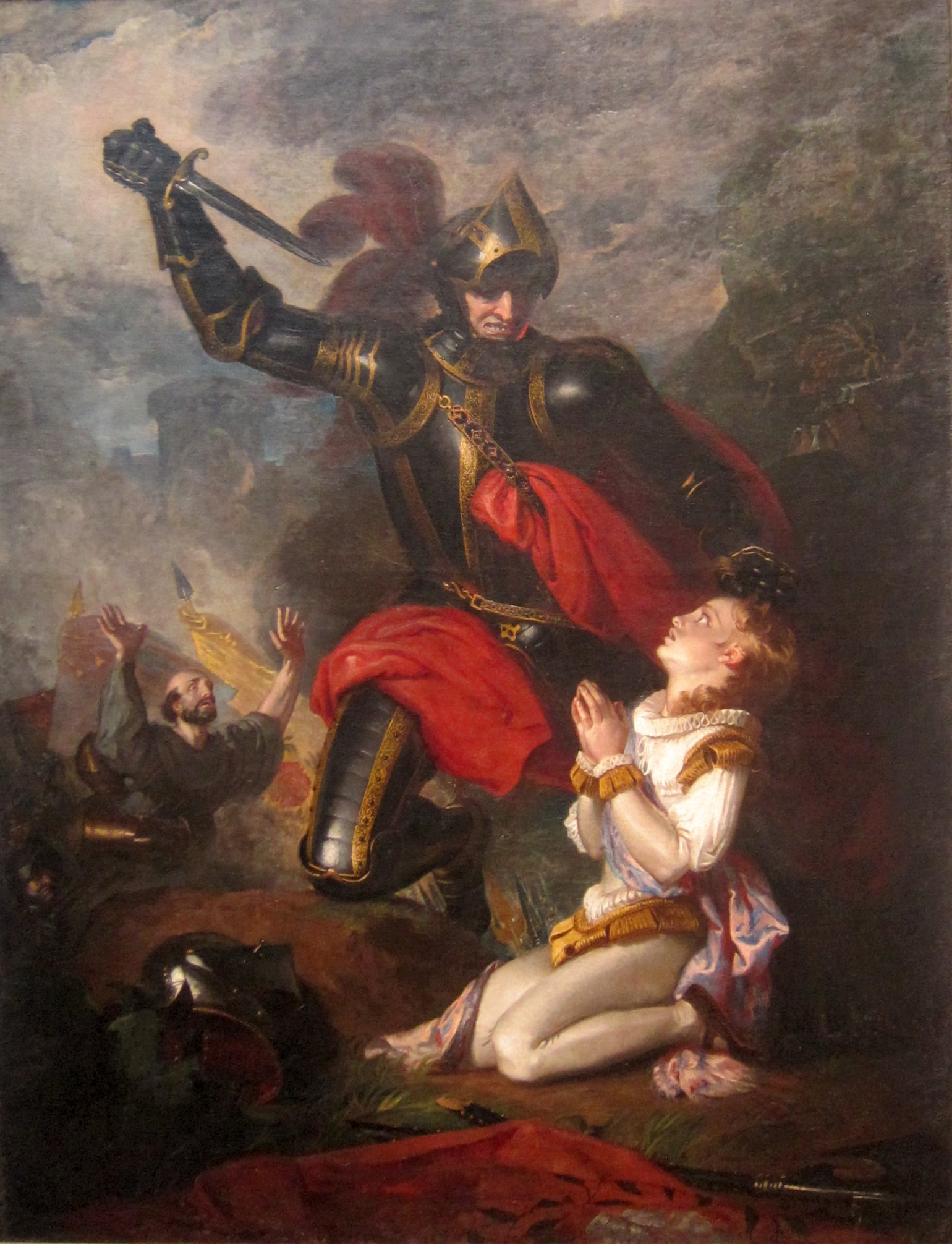
『クリフォード卿によるラトランドの殺害』
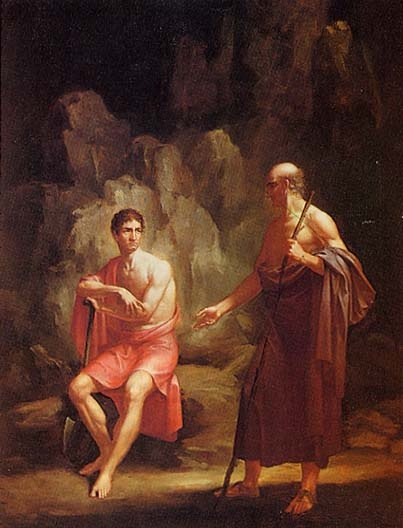
アテネのタイモン
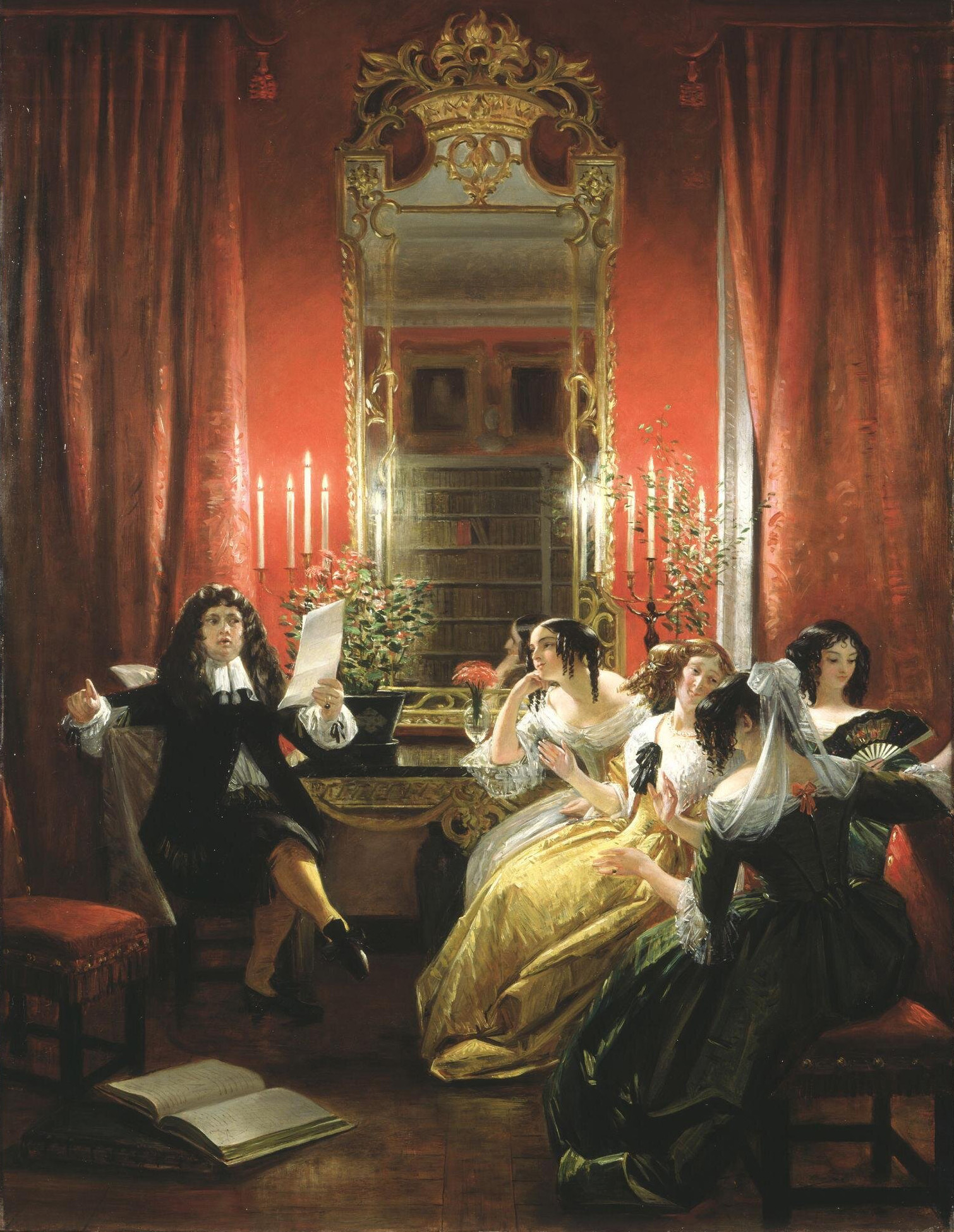
女学者のシーン

## 著作
- Memoirs of the Life of John Constable ed C.R.Leslie 1843, Chapman & Hall, London 1896
- Life and Times of Sir Joshua Reynolds, with Notices of Some of his Contemporaries ed Tom Taylor, John Murray, London 1865
- Handbook for Young Painters ( with illustrations),John Murray, London 1855
- Autobiographical Recollections of C. R. Leslie with Selections from his correspondence Ed. Tom Taylor, Ticknor & Fields, Boston 1860